# Trachymyrmex smithi
Trachymyrmex smithi (лат.) — вид муравьёв трибы грибководов Attini из подсемейства мирмицины.
США (Нью-Мексико, Техас) и Мексика (Чиуауа и Коауила). Встречается в горных пустынях Чиуауа и Коауила.

## Описание
Мелкие муравьи буроватого цвета. Длина головы рабочих (HL) в пределах 0,94—1,25 мм (у маток — 1,2 мм), ширина головы рабочих (HW) — 1,0—1,4 мм (у маток — 1,35—1,4 мм). Усики состоят из 11 члеников, без явной булавы. Тело покрыто многочисленными бугорками (каждый с волоском) и шипиками. Живут в земляных гнёздах, под камнями и корнями растений. Характерны своим тесным симбиозом с грибами, выращиваемыми в муравейниках.
Семьи небольшие, насчитывают около 1000 муравьёв. Активность колонии и численность грибных камер сокращается с ноября по май. Фуражировка происходит, главным образом, в ночное время, так как температура почвы днём достигает +50 °C.
- Голова
- Вид сверху

## Этимология
Вид был впервые описан в 1944 году американским энтомологом Уильямом Буреном (William F. Buren; 1916—1983) и назван в честь американского мирмеколога Марион Рассел Смита (Marion R. Smith; 1894—1981), куратора музея в Вашингтоне (National Museum of Natural History, Washington, DC).